# 源深体育中心駅
座標: 北緯31度14分6秒 東経121度31分47秒 / 北緯31.23500度 東経121.52972度
源深体育中心駅（げんしんたいいくちゅうしんえき／ヤンシェンスポーツセンターえき）は中華人民共和国上海市浦東新区に位置する上海地下鉄6号線の駅である。

## 駅構造
相対式ホーム2面2線を有する地下駅。駅構内は黄緑色を基調にしている。

## 駅周辺
- 源深体育中心

## 歴史
- 2007年12月29日 - 開業。

## 隣の駅
上海軌道交通
■6号線
民生路駅 - 源深体育中心駅 - 世紀大道駅